# Vincetoxicum thailandense
Vincetoxicum thailandense är en oleanderväxtart som först beskrevs av Ping Tao Li, och fick sitt nu gällande namn av S. Liede. Vincetoxicum thailandense ingår i släktet tulkörter, och familjen oleanderväxter. Inga underarter finns listade i Catalogue of Life.